# Долина Мад
Долина Мад (англ. Mad Vallis) — долина у квадранглі Hellas на Марсі, що розташовується на 56.2° південної широти й 76.1° східної довготи. Завдовжки 524 км, її було названо 1994 року на честь річки Мад у Вермонті, США. На схід від долини розташовані кратери Gledhill і Spallanzani, на південний захід – рівнина Malea, на захід – долина Axius, на північ – рівнина Еллада, а ще далі – хребет Zea.

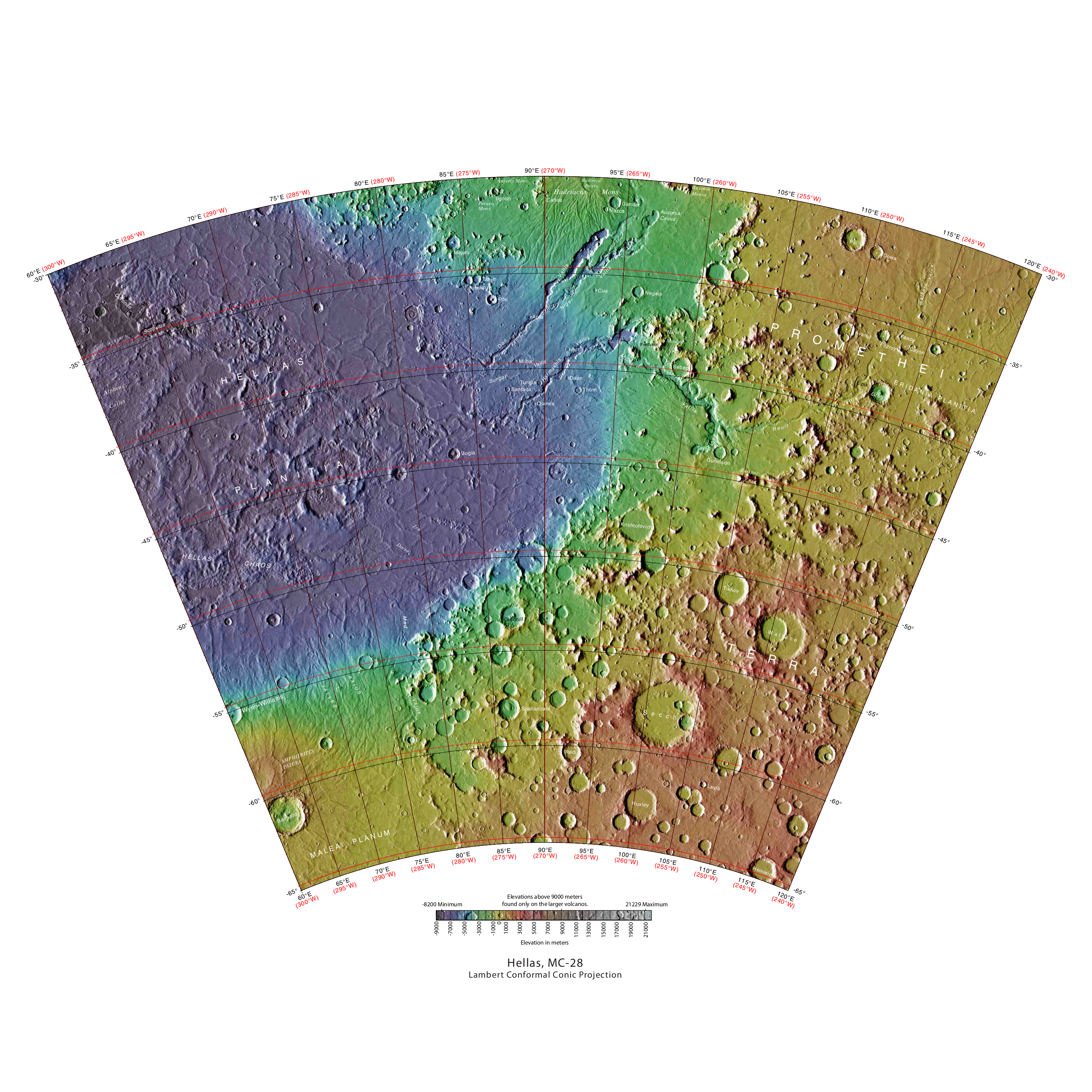
Топографічна мапа квадранґлу Hellas